# Charlie Hoefer
Charles Henry „Dutch“ Hoefer (* 16. September 1921 in Hanau, als Adolph Hoefer; † 12. Juni 1983 in Sioux Falls, South Dakota) war ein deutscher Basketballspieler. Er gilt als der erste deutsche Spieler, der in einer nordamerikanischen Profi-Basketballliga, der Basketball Association of America, gespielt hat, einem Vorläufer der heutigen National Basketball Association.

## Karriere
Hoefer wurde als Sohn von Hugo und Ann Hoefer (geb. Metzler) als Adolph Hoefer im hessischen Hanau geboren. Die Familie emigrierte 1926 in die Vereinigten Staaten nach New York City. Hoefer spielte am Queens College Basketball, bevor er den Wilmington Bombers in der New York State Professional Basketball League, einer lokalen Profiliga, beitrat. Während des Zweiten Weltkriegs diente er in der Küstenwache. Zu diesem Zeitpunkt änderte er seinen Namen von Adolph zu Charles Henry. Vor und nach seinem Kriegseinsatz spielte er erneut bei den Wilmington Bombers, wonach er zu den Toronto Huskies in die neu gegründete Basketball Association of America (BAA) wechselte. Nach 23 Spielen für Toronto wechselte er zu den Boston Celtics, für die er weitere 42 Spiele absolvierte. Dort nahm sich der spätere Baseball- und Schauspieler Chuck Connors seiner an und nahm ihn mit auf nächtliche Sauf- und Aufreißtouren, die ihre Spuren an Hoefer hinterließen. Im Anschluss spielte er in lokalen Profiligen, bis er Anfang der fünfziger Jahre seine Karriere beendete und anfing, für das Landwirtschaftsministerium zu arbeiten. 1969 zog er nach South Dakota, wo er am 12. Juni 1983 starb. Er hatte eine Frau und zwei Kinder.

## Statistik
| Saison  | Team            | Liga   | GP | FG%  | FT%  | APG | PPG |
| ------- | --------------- | ------ | -- | ---- | ---- | --- | --- |
| 1946/47 | Toronto Huskies | BAA    | 23 | .273 | .696 | .4  | 6.1 |
| 1946/47 | Boston Celtics  | BAA    | 35 | .241 | .634 | .7  | 6.0 |
| 1947/48 | Boston Celtics  | BAA    | 7  | .158 | .500 | .4  | 1.4 |
| Gesamt  | Gesamt          | Gesamt | 65 | .250 | .646 | .6  | 5.6 |